# Bottineau (Dakota del Norte)
Bottineau es una ciudad ubicada en el condado de Bottineau en el estado estadounidense de Dakota del Norte. En el censo de 2010 tenía una población de 2211 habitantes y una densidad poblacional de 782,47 personas por km². Se encuentra muy cerca de la frontera con Canadá. 

## Geografía
Bottineau se encuentra ubicada en las coordenadas 48°49′30″N 100°26′38″O / 48.82500, -100.44389. Según la Oficina del Censo de los Estados Unidos, Bottineau tiene una superficie total de 2.83 km², de la cual 2.83 km² corresponden a tierra firme y (0%) 0 km² es agua.

## Demografía
Según el censo de 2010, había 2211 personas residiendo en Bottineau. La densidad de población era de 782,47 hab./km². De los 2211 habitantes, Bottineau estaba compuesto por el 92.36% blancos, el 0.68% eran afroamericanos, el 4.12% eran amerindios, el 0.5% eran asiáticos, el 0% eran isleños del Pacífico, el 0.18% eran de otras razas y el 2.17% pertenecían a dos o más razas. Del total de la población el 1.36% eran hispanos o latinos de cualquier raza.